# Choreografische Fantasie (Poot)
Choreografische Fantasie - Fantaisie choreografique is een compositie voor harmonieorkest of fanfare van de Belgische componist en lid van de componisten groep De Synthetisten Marcel Poot uit 1971.